# 가버린 사랑
가버린 사랑은 1973년 공개된 대한민국의 영화이다.

## 배역
- 신성일
- 신일룡
- 박지영